# 郭顯廙
郭顯廙（？—？），字石船，湖北安陸府人，畢業於山西西學專齋，宣統三年進士。其父郭拱宸在清末民初曾任山西黎城縣、汾陽縣、新絳縣、曲沃縣、大同縣等縣知縣、知事。其子郭令智是中科院院士，曾任南京大學代校長。

## 生平
- 光緒三十四年，於山西西學專齋第四期畢業，六十六分三釐取列中等，准作舉人[2]。
- 宣統三年，經學部考試列優等；八月甲子引見，賞給進士出身[3][4]。
- 民國六年（1917年）6月11日，文官普通考試優等及格，分發到部農商部工商司第五科學習[5]。
- 民國七年（1918年）7月6日，消去學習字樣，留原分各司科農商部委任職[6]。
- 民國九年（1920年）11月11日，以二年未到差，即停薪農商部[7]。